# Susanne Najafi
Banafsheh Susanne Najafi Amirkiasar, född 25 januari 1981 i Spånga församling, Stockholm, är en svensk entreprenör och investerare. 
Najafi tillbringade sin tidiga uppväxt i Rinkeby tillsammans med sina syskon och föräldrar, som kom till Sverige i efterdyningarna av den iranska revolutionen 1979. Efter en avlagd civilekonomexamen på Handelshögskolan i Stockholm började Najafi på Procter & Gamble. Fram till idag[när?] har hon grundat sju egna bolag, däribland Unity Beauty Group och kontaktlinsbolaget Clearlii. År 2016 startade Najafi venturekapital-bolaget BackingMinds, vars strategi är att investera i tidiga techbolag som den traditionella riskkapitalbranschen förbiser.
Najafi har blivit utsedd till Sveriges främsta serieentreprenör av Dagens Industri och fått utmärkelsen Årets Pionjär av kung Carl XVI Gustaf och IFS för sitt förändringsarbete inom investeringsbranschen
Susanne Najafi är gift och har två barn.